# Математическая формулировка общей теории относительности
В этой статье рассматривается математический базис общей теории относительности.

## Исходные положения
Наше интуитивное восприятие указывает нам, что пространство-время является регулярным и непрерывным, то есть не имеет «дыр». Математически эти свойства обозначают, что пространство-время будет моделироваться гладким дифференцируемым многообразием 4 измерений {\displaystyle M_{4}}, то есть пространством размерности 4, для которого окрестность каждой точки походит локально на четырёхмерное евклидово пространство. Гладкость здесь означает достаточную дифференцируемость, пока без уточнения её степени.
Так как кроме того с хорошей точностью выполняются законы специальной теории относительности, то такое многообразие можно наделить лоренцевой метрикой, то есть невырожденным метрическим тензором с сигнатурой {\displaystyle \{-,+,+,+\}} (или, что эквивалентно, {\displaystyle \{+,-,-,-\}}). Значение этого раскрывается в следующем разделе.

## Геометрия пространства-времени
NB Эта статья следует классическим соглашениям знаков Мизнера, Торна и Уилера
В этой статье принимается также соглашение Эйнштейна для суммирования по повторяющимся индексам.

### Метрический тензор
Дифференцируемое многообразие M, снабжённое лоренцевым метрическим тензором g, и представляет собой таким образом Лоренцево многообразие, которое составляет частный случай псевдориманова многообразия (определение «лоренцев» будет уточнено дальше в тексте; см. ниже раздел Лоренцева метрика).
Возьмём какую-нибудь систему координат {\displaystyle x^{\mu }} в окрестности точки {\displaystyle P}, и пусть {\displaystyle {\mathbf {e} }_{\mu }(x)} — локальный базис в касательном пространстве {\displaystyle T_{x}M} к многообразию {\displaystyle M} в точке {\displaystyle x\in M}. Касательный вектор {\displaystyle \mathbf {w} \in T_{x}M} запишется тогда как линейная комбинация базисных векторов:
| {\displaystyle \mathbf {w} \ =\ w^{\mu }\ \mathbf {e} _{\mu }.} |

При этом величины {\displaystyle \ w^{\mu }} называются контравариантными компонентами вектора w. Метрический тензор {\displaystyle \mathbf {g} } тогда — симметричная билинейная форма:
| {\displaystyle \mathbf {g} \ =\ g_{\mu \nu }(x)\ dx^{\mu }\ \otimes \ dx^{\nu },} |

где через {\displaystyle dx^{\mu }} обозначен дуальный по отношению к {\displaystyle {\mathbf {e} }_{\mu }(x)} базис в кокасательном пространстве {\displaystyle T_{x}^{*}M}, то есть такие линейные формы на {\displaystyle T_{x}M}, что:
| {\displaystyle dx^{\nu }({\mathbf {e} }_{\mu })\ =\ \delta _{\mu }^{\nu }.} |

Далее будем предполагать, что компоненты {\displaystyle g_{\mu \nu }(x)} метрического тензора меняются в пространстве-времени непрерывно.
Метрический тензор, таким образом, может быть представлен действительной симметричной матрицей 4x4:
| {\displaystyle g_{\mu \nu }\ =\ g_{\nu \mu }.} |

Вообще любая действительная матрица 4x4 имеет априори 4 x 4 = 16 независимых элементов. Условие симметрии уменьшает это число до 10: на самом деле, остаётся 4 диагональных элемента, к которым надо добавить (16 — 4)/2 = 6 недиагональных элементов. Тензор {\displaystyle g_{\mu \nu }} обладает, таким образом, только 10 независимыми компонентами.

### Скалярное произведение
Метрический тензор определяет для каждой точки {\displaystyle x\in M} многообразия псевдо-скалярное произведение («псевдо-» в том смысле, что отсутствует положительная определённость ассоциированной квадратичной формы (квадрата вектора); см. Лоренцева метрика) в касательном к многообразию {\displaystyle M^{}} в точке {\displaystyle x} псевдоевклидовом пространстве {\displaystyle T_{x}M}. Если {\displaystyle \mathbf {u} } и {\displaystyle \mathbf {v} } — два вектора {\displaystyle T_{x}M}, их скалярное произведение запишется как:
| {\displaystyle \mathbf {u} \cdot \mathbf {v} \ =\ \mathbf {g} (\mathbf {u} ,\mathbf {v} )\ =\ g_{\mu \nu }\ u^{\mu }\ v^{\nu }} |

В частности, взяв два базисных вектора, получаем компоненты:
| {\displaystyle g_{\mu \nu }\ =\ \mathbf {g} ({\mathbf {e} }_{\mu },{\mathbf {e} }_{\nu })\ =\ {\mathbf {e} }_{\mu }\cdot {\mathbf {e} }_{\nu }} |

Замечание: если величины {\displaystyle w^{\mu }} обозначают контравариантные компоненты вектора w, то можно определить также его ковариантные компоненты как:
| {\displaystyle w_{\mu }\ =\ \mathbf {w} \ \cdot \mathbf {e} _{\mu }.} |

### Элементарное расстояние — интервал
Рассмотрим вектор элементарного перемещения {\displaystyle d\mathbf {P} \ =\ \epsilon ^{\mu }\mathbf {e} _{\mu }} между точкой {\displaystyle P^{}} и бесконечно близкой точкой: {\displaystyle |\epsilon ^{\mu }|\ll 1}. Инвариантной инфинитезимальной нормой этого вектора будет действительное число, обозначаемое {\displaystyle ds^{2}}, называемое квадратом интервала, и равное:
| {\displaystyle ds^{2}\ =\ g_{\mu \nu }(x)\ \epsilon ^{\mu }\ \epsilon ^{\nu }}. |

Если обозначить компоненты вектора элементарного перемещения «по-физически» {\displaystyle \epsilon ^{\mu }=dx^{\mu }}, инфинитезимальный квадрат длины (интервала) запишется формально как:
| {\displaystyle ds^{2}\ =\ g_{\mu \nu }(x)\ dx^{\mu }\ dx^{\nu }} |

Внимание: в этой формуле, а также и далее, {\displaystyle dx^{\mu }} представляет собой действительное число, которое интерпретируется физически как «инфинитезимальное изменение» координаты {\displaystyle x^{\mu }}, а не как дифференциальная форма!

### Лоренцева метрика
Уточним теперь выражение «лоренцева» (точнее локально лоренцева), которое означает, что метрический тензор имеет сигнатуру (1,3) и локально совпадает в первом порядке с лоренцевой метрикой специальной теории относительности. Принцип эквивалентности утверждает, что можно «стереть» локально поле гравитации, выбирая локально инерциальную систему координат. С математической точки зрения такой выбор является переформулировкой известной теоремы о возможности приведения квадратичной формы к главным осям.
В такой локально инерциальной системе координат {\displaystyle X^{\alpha }} инвариант {\displaystyle ds^{2}} в точке {\displaystyle P} запишется как:
| {\displaystyle ds^{2}\ =\ \eta _{\alpha \beta }\ dX^{\alpha }\ dX^{\beta }\ =\ -\ c^{2}\,dT^{2}\,+\,dX^{2}\,+\,dY^{2}\,+\,dZ^{2},} |

где {\displaystyle \eta _{\alpha \beta }} является метрикой пространства-времени Минковского, а в малой окрестности этой точки
| {\displaystyle ds^{2}\ =\ (\eta _{\alpha \beta }+\delta _{\alpha \beta })\ dX^{\alpha }\ dX^{\beta },} |

где {\displaystyle \delta _{\alpha \beta }} имеет минимум второй порядок малости по отклонениям координат от точки {\displaystyle P}, то есть {\displaystyle \delta _{\alpha \beta }|_{P}=0,\ \left.{\frac {\partial \delta _{\alpha \beta }}{\partial X^{\alpha }}}\right|_{P}=0}. Принимая соглашение знаков Мизнера, Торна и Уилера, имеем:
| {\displaystyle \eta _{\alpha \beta }\ =\ \mathrm {diag} \ (-1,\,+1,\,+1,\,+1\,)} |

Далее используются следующие обычные соглашения:
- греческие индексы меняются от 0 до 3. Они соответствуют величинам в пространстве-времени.
- латинские индексы меняются от 1 до 3. Они соответствуют пространственным составляющим величин в пространстве-времени.

Например, 4-вектор положения запишется в локально инерциальной системе координат как:
| {\displaystyle X^{\alpha }\ =\ \left({\begin{matrix}X^{0}\\X^{i}\end{matrix}}\right)\ =\ \left({\begin{matrix}X^{0}\\X^{1}\\X^{2}\\X^{3}\end{matrix}}\right)\ =\ \left({\begin{matrix}c\,T\\X\\Y\\Z\end{matrix}}\right).} |

Внимание: на самом деле конечные, а не инфинитезимальные приращения координат не образуют вектора. Вектор из них возникает лишь в однородном пространстве нулевой кривизны и тривиальной топологии.
Лоренцев характер многообразия {\displaystyle M^{}} обеспечивает, таким образом, то, что касательные к {\displaystyle M^{}} в каждой точке псевдоевклидова пространства будут обладать псевдоскалярными произведениями («псевдо-» в том смысле, что отсутствует положительная определённость ассоциированной квадратичной формы (квадрата вектора)) с тремя строго положительными собственными значениями (соответствующими пространству) и одним строго отрицательным собственным значением (соответствующим времени). В частности, элементарный интервал «собственного времени», отделяющий два последовательных события, всегда:
| {\displaystyle d\tau ^{2}\ =\ -{\frac {ds^{2}}{c^{2}}}\ >\ 0.} |

### Общие понятия аффинной связности и ковариантной производной
Обобщенно, аффинной связностью называется оператор {\displaystyle \nabla }, который приводит в соответствие векторному полю {\displaystyle \mathbf {V} } из касательного пучка {\displaystyle TM} поле эндоморфизмов {\displaystyle \nabla \mathbf {V} } этого пучка.  Если {\displaystyle {\mathbf {w} }\in T_{x}M} — касательный вектор в точке {\displaystyle x\in M}, обычно обозначают
| {\displaystyle \nabla _{\mathbf {w} }\ \mathbf {V} (x)\ =\ \nabla \mathbf {V} (x,\mathbf {w} ).} |

Говорят, что {\displaystyle \nabla _{\mathbf {w} }\mathbf {V} } является «ковариантной производной» вектора {\displaystyle \mathbf {V} } в направлении {\displaystyle {\mathbf {w} }}. Предположим к тому же, что {\displaystyle \nabla \mathbf {V} } удовлетворяет дополнительному условию: для любой функции f справедливо
| {\displaystyle \nabla _{\mathbf {w} }(f\mathbf {V} )\ =\ f\ \nabla _{\mathbf {w} }\mathbf {V} \ +\ df(\mathbf {w} )\ \mathbf {V} } |

Ковариантная производная удовлетворяет следующим двум свойствам линейности:
- линейность по w, то есть, какими бы ни были поля векторов w и u и действительные числа a и b, мы имеем:

| {\displaystyle \nabla _{(a\mathbf {w} +b\mathbf {u} )}\mathbf {V} \ =\ a\ \nabla _{\mathbf {w} }\mathbf {V} \ +\ b\ \nabla _{\mathbf {u} }\mathbf {V} .} |

- линейность по V, то есть, какими бы ни были поля векторов X и Y и действительные числа a и b, мы имеем:

| {\displaystyle \nabla _{\mathbf {w} }(a\mathbf {X} +b\mathbf {Y} )\ =\ a\ \nabla _{\mathbf {w} }\mathbf {X} \ +b\ \nabla _{\mathbf {w} }\mathbf {Y} .} |

Как только ковариантная производная определена для полей векторов, она может быть распространена на тензорные поля с использованием правила Лейбница: если {\displaystyle \mathbf {T} } и {\displaystyle \mathbf {S} } — два любых тензора, то по определению:
| {\displaystyle \nabla _{\mathbf {w} }(\mathbf {T} \otimes \mathbf {S} )\ =\ (\nabla _{\mathbf {w} }\mathbf {T} )\otimes \mathbf {S} \ +\ \mathbf {T} \otimes (\nabla _{\mathbf {w} }\mathbf {S} )} |

Ковариантная производная поля тензора вдоль вектора w есть снова поле тензора того же типа.

### Связность, ассоциированная с метрикой
Можно доказать, что связность, ассоциированная с метрикой — связность Леви-Чивиты , является единственной связностью, помимо предыдущих условий дополнительно обеспечивающей то, что для любых полей векторов X, Y, Z из TM
- {\displaystyle \nabla _{\mathbf {X} }(\mathbf {g} (\mathbf {Y} ,\mathbf {Z} ))\ =\ \mathbf {g} (\nabla _{\mathbf {X} }\mathbf {Y} ,\mathbf {Z} )\ +\ \mathbf {g} (\mathbf {Y} ,\nabla _{\mathbf {X} }\mathbf {Z} )} (метричность — тензор неметричности равен нулю).

- {\displaystyle \nabla _{\mathbf {X} }\mathbf {Y} \ -\ \nabla _{\mathbf {Y} }\mathbf {X} \ =\ [\mathbf {X} ,\mathbf {Y} ]}, где {\displaystyle [\mathbf {X} ,\mathbf {Y} ]} — коммутатор Ли от X и Y (отсутствие кручения — тензор кручения равен нулю).

### Описание в координатах
Ковариантная производная вектора есть вектор, и, таким образом, она может быть выражена как линейная комбинация всех базисных векторов:
| {\displaystyle \nabla _{\mathbf {w} }V\ =\ \left[\,\nabla _{\mathbf {w} }V\,\right]^{\rho }\ \mathbf {e} _{\rho }\ =\ \Gamma ^{\rho }\ \mathbf {e} _{\rho },} |

где {\displaystyle \Gamma ^{\rho }} представляют собой компоненты вектора ковариантной производной в направлении {\displaystyle \mathbf {e} _{\rho }} (эта составляющая зависит от выбранного вектора w).
Чтобы описать ковариантную производную, достаточно описать её для каждого из базисных векторов {\displaystyle \mathbf {e} _{\nu }} вдоль направления {\displaystyle \mathbf {e} _{\mu }}. Определим тогда символы Кристоффеля (или просто кристоффели) {\displaystyle \Gamma ^{\rho }{}_{\mu \nu },} зависящие от 3 индексов
| {\displaystyle \nabla _{\mu }{\mathbf {e} }_{\nu }\ =\ \nabla _{{\mathbf {e} }_{\mu }}{\mathbf {e} }_{\nu }\ =\ \Gamma ^{\rho }{}_{\mu \nu }\ {\mathbf {e} }_{\rho }} |

Связность Леви-Чивиты полностью характеризуется своими символами Кристоффеля. Согласно общей формуле
| {\displaystyle \nabla _{\mathbf {w} }(f\mathbf {V} )\ =\ f\ \nabla _{\mathbf {w} }\mathbf {V} \ +\ df(\mathbf {w} )\ \mathbf {V} } |

для вектора V:
| {\displaystyle \nabla _{\mu }\mathbf {V} \ =\ \nabla _{\mu }(V^{\nu }\mathbf {e} _{\nu })\ =\ V^{\nu }\ (\nabla _{\mu }\mathbf {e} _{\nu })\ +\ dV^{\nu }(\mathbf {e} _{\mu })\ \mathbf {e} _{\nu }.} |

Зная, что {\displaystyle dV^{\nu }(\mathbf {e} _{\mu })=\partial _{\mu }V^{\nu }}, получаем:
| {\displaystyle \nabla _{\mu }\mathbf {V} \ =\ V^{\nu }\ \Gamma ^{\rho }{}_{\mu \nu }\ {\mathbf {e} }_{\rho }\ +\ \partial _{\mu }V^{\nu }\ \mathbf {e} _{\nu }} |

Первый член этой формулы описывает «деформацию» системы координат по отношению к ковариантной производной, а второй — изменения координат вектора V. При суммировании по немым индексам мы можем переписать это соотношение в форме
| {\displaystyle \nabla _{\mu }\mathbf {V} \ =\ \left[\,V^{\rho }\ \Gamma ^{\nu }{}_{\mu \rho }\ +\ \partial _{\mu }V^{\nu }\,\right]\ \mathbf {e} _{\nu }} |

Из этого получаем важную формулу для компонент:
| {\displaystyle \nabla _{\mu }\mathbf {V} ^{\nu }\ =\ \left[\,\nabla _{\mu }\mathbf {V} \,\right]^{\nu }\ =\ \partial _{\mu }V^{\nu }\ +\ \Gamma _{~\mu \rho }^{\nu }\ V^{\rho }} |

Используя формулу Лейбница, таким же образом можно продемонстрировать, что:
| {\displaystyle \nabla _{\mu }\mathbf {V} _{\nu }\ =\ \partial _{\mu }V_{\nu }\ -\ \Gamma _{~\mu \nu }^{\rho }\ V_{\rho }.} |

Чтобы вычислить эти составляющие в явной форме, выражения для символов Кристоффеля должны быть определены, исходя из метрики. Их легко получить, написав следующие условия:
| {\displaystyle \nabla _{\mu }\ \mathbf {g} _{\nu \rho }\ =\ 0.} |

Расчёт этой ковариантной производной приводит к
| {\displaystyle \Gamma ^{\mu }{}_{\rho \sigma }\ =\ {\frac {1}{2}}\ g^{\mu \nu }\ \left(\partial _{\sigma }g_{\nu \rho }\ +\ \partial _{\rho }g_{\nu \sigma }\ -\ \partial _{\nu }g_{\rho \sigma }\right),} |

где {\displaystyle g^{\mu \nu }\ } — компоненты «обратного» метрического тензора, определенные уравнениями
| {\displaystyle g^{\mu \nu }\ g_{\nu \rho }\ =\ \delta ^{\mu }{}_{\rho }} |

Символы Кристоффеля «симметричны» по отношению к нижним индексам: {\displaystyle \Gamma ^{\mu }{}_{\rho \sigma }=\Gamma ^{\mu }{}_{\sigma \rho }.\ }
Замечание: иногда определяются также следующие символы:
| {\displaystyle \Gamma _{\nu \rho \sigma }\ =\ {\frac {1}{2}}\ \left(\partial _{\sigma }g_{\nu \rho }\ +\ \partial _{\rho }g_{\nu \sigma }\ -\ \partial _{\nu }g_{\rho \sigma }\right)} |

получаемые как:
| {\displaystyle \Gamma ^{\mu }{}_{\rho \sigma }\ =\ g^{\mu \nu }\ \Gamma _{\nu \rho \sigma }} |

#### Тензор кривизны Римана
Тензор кривизны Римана R — тензор 4-й валентности, определённый для любых векторных полей X, Y, Z из M как
| {\displaystyle \mathbf {R} (\mathbf {X} ,\mathbf {Y} )\mathbf {Z} \ =\ \nabla _{\mathbf {X} }\,(\nabla _{\mathbf {Y} }\mathbf {Z} )\ -\ \nabla _{\mathbf {Y} }\,(\nabla _{\mathbf {X} }\mathbf {Z} )\ -\ \nabla _{[\mathbf {X} ,\mathbf {Y} ]}\mathbf {Z} \;.} |

Его компоненты в явной форме выражаются из метрических коэффициентов:
| {\displaystyle R_{\mu \nu \rho \sigma }\ =\ {\frac {1}{2}}\left(\partial _{\nu \rho }^{2}g_{\mu \sigma }\ +\ \partial _{\mu \sigma }^{2}g_{\nu \rho }\ -\ \partial _{\nu \sigma }^{2}g_{\mu \rho }\ -\ \partial _{\mu \rho }^{2}g_{\nu \sigma }\right)\ +} |
| {\displaystyle +\ g_{\lambda \tau }\left(\Gamma ^{\lambda }{}_{\nu \rho }\Gamma ^{\tau }{}_{\mu \sigma }\ -\ \Gamma ^{\lambda }{}_{\nu \sigma }\Gamma ^{\tau }{}_{\mu \rho }\right)\;.}                                                                    |

Симметрии этого тензора:
| {\displaystyle R_{\mu \nu \rho \sigma }\ =\ R_{\rho \sigma \mu \nu }\;,} |

| {\displaystyle R_{\mu \nu \rho \sigma }\ =\ -\ R_{\nu \mu \rho \sigma }\ =\ -\ R_{\mu \nu \sigma \rho }\;.} |

Он удовлетворяет также следующему соотношению:
| {\displaystyle R_{\mu \nu \rho \sigma }\ +\ R_{\mu \sigma \nu \rho }\ +\ R_{\mu \rho \sigma \nu }\ =\ 0.} |

### Тензор кривизны Риччи
Тензор Риччи — тензор валентности 2, определенный свёрткой тензора кривизны Римана
| {\displaystyle R_{\mu \nu }\ =\ g^{\rho \sigma }\ R_{\rho \mu \sigma \nu }\ =\ R_{~\mu \sigma \nu }^{\sigma }\;.} |

Его компоненты в явном виде через символы Кристоффеля:
| {\displaystyle R_{\mu \nu }\ =\ \partial _{\rho }\Gamma ^{\rho }{}_{\mu \nu }\ -\ \partial _{\nu }\Gamma ^{\rho }{}_{\mu \rho }\ +\ \Gamma ^{\rho }{}_{\mu \nu }\Gamma ^{\sigma }{}_{\rho \sigma }\ -\ \Gamma ^{\sigma }{}_{\mu \rho }\Gamma ^{\rho }{}_{\nu \sigma }\;.} |

Этот тензор симметричен: {\displaystyle R_{\mu \nu }\ =\ R_{\nu \mu }\ }.

### Скалярная кривизна
Скалярная кривизна является инвариантом, определяемым свёрткой тензора Риччи с метрикой
| {\displaystyle R\ =\ g^{\mu \nu }\ R_{\mu \nu }\ =\ R_{~\nu }^{\nu }.} |

## Уравнения Эйнштейна
Уравнения гравитационного поля, которые называются уравнениями Эйнштейна, записываются так
| {\displaystyle R_{\mu \nu }\ -\ {\frac {1}{2}}\,g_{\mu \nu }\,R\ +\ \Lambda \ g_{\mu \nu }\ =\ {\frac {8\pi G}{c^{4}}}\ T_{\mu \nu },} |

или так
| {\displaystyle G_{\mu \nu }\ +\ \Lambda \ g_{\mu \nu }\ =\ {\frac {8\pi G}{c^{4}}}\ T_{\mu \nu },} |

где {\displaystyle \Lambda } — космологическая константа, {\displaystyle c} — скорость света в вакууме, {\displaystyle G} — гравитационная постоянная, которая появляется также в законе всемирного тяготения Ньютона, {\displaystyle G_{\mu \nu }=R_{\mu \nu }\ -\ {\frac {1}{2}}\,g_{\mu \nu }\,R} — тензор Эйнштейна, а {\displaystyle T_{\mu \nu }} — тензор энергии-импульса.
Симметричный тензор {\displaystyle g_{\mu \nu }} имеет только 10 независимых составляющих, тензорное уравнение Эйнштейна в заданной системе координат эквивалентно системе 10 скалярных уравнений. Эта система 10 связанных нелинейных уравнений в частных производных в большинстве случаев очень трудна для изучения.

## Тензор энергии-импульса
Тензор энергии-импульса может быть записан в виде действительной симметричной матрицы 4x4:
| {\displaystyle T_{\mu \nu }\ =\ \left({\begin{matrix}T_{00}&T_{01}&T_{02}&T_{03}\\T_{10}&T_{11}&T_{12}&T_{13}\\T_{20}&T_{21}&T_{22}&T_{23}\\T_{30}&T_{31}&T_{32}&T_{33}\end{matrix}}\right).} |

В нём обнаруживаются следующие физические величины:
- T00 — объёмная плотность энергии. Она должна быть положительной.
- T10, T20, T30 — плотности компонент импульса.
- T01, T02, T03 — компоненты потока энергии.
- Под-матрица 3 x 3 из чисто пространственных компонент:

| {\displaystyle T_{ik}\ =\ \left({\begin{matrix}T_{11}&T_{12}&T_{13}\\T_{21}&T_{22}&T_{23}\\T_{31}&T_{32}&T_{33}\end{matrix}}\right)} |

— матрица потоков импульсов. В механике жидкости диагональные компоненты соответствуют давлению, а прочие составляющие — тангенциальным усилиям (напряжениям или в старой терминологии — натяжениям), вызванным вязкостью.
Для жидкости в покое тензор энергии-импульса сводится к диагональной матрице {\displaystyle {\rm {diag}}({{\rho }c^{2}},~p,~p,~p)}, где {\displaystyle {\rho }} есть плотность массы, а {\displaystyle p} — гидростатическое давление.